# 1913 az irodalomban
Az 1913. év az irodalomban.

## Megjelent új művek

### Próza
- Willa Cather regénye: O, Pioneers! (Ó, pionírok!)
- Roger Martin du Gard harmadik regénye: Jean Barois (Egy lélek története)
- Knut Hamsun: Børn av Tiden (Tékozlók)
- Franz Kafka elbeszélése: Das Urteil (Az ítélet)
- D. H. Lawrence regénye: Sons and Lovers (Szülők és szeretők)
- Jack London: John Barleycorn (A sárga sátán; újabb magyar kiadásának címe: Alkoholmámorban)
- Octave Mirbeau regénye: Dingo
- Mori Ógai japán író kisregénye: Gan (A vadlúd), 1911–1913 között jelenik meg folytatásokban
- Marcel Proust: Az eltűnt idő nyomában (À la recherche du temps perdu, 1913–1927). 
  - A regényfolyam első kötete: Swann (Du côté de chez Swann) 1913. november 13-án jelenik meg. A további kötetek:
  - Bimbózó lányok árnyékában/A l'ombre des jeunes filles en fleurs (1919)
  - Guermantes-ék/Le Côté de Guermantes (1920/1921, két kötetben)
  - Szodoma és Gomorra/Sodome et Gomorrhe (1921/1922, két kötetben)
  - A fogoly lány/La Prisonnière (1923)
  - Albertine nincs többé (A szökevény)/Albertine disparue (La Fugitive)  (1925)
  - A megtalált idő/Le Temps retrouvé (1927)
- Miguel de Unamuno: El espejo de la muerte, novellagyűjtemény
- P. G. Wodehouse regénye: The Little Nugget (Az Aranyrögöcske)

### Költészet
- Guillaume Apollinaire verseskötete: Alcools (Szeszek)
- Blaise Cendrars poémája: A transzszibériai expressz (La Prose du Transsibérien et de la petite Jeanne de France), oroszországi úti élményeiből keletkezett
- Paul Éluard első verseskötete: Premiers Poèmes
- Oszip Mandelstam első verseskötete A kő (Камень); jelentősen bővítve újra megjelent 1916-ban
- Georg Trakl osztrák költő: Gedichte (Versek)
- Franz Werfel verseskötete: Wir sind (Vagyunk)

### Dráma
- G. B. Shaw színműve: Pygmalion, bemutató
- Jacinto Benavente drámája: La malquerida (A gyűlölt nő), bemutató

### Magyar irodalom
- Ady Endre verseskötete: A Magunk szerelme
- Füst Milán első verseskötete: Változtatnod nem lehet
- Tóth Árpád első verseskötete: Hajnali szerenád
- Babits Mihály első regénye a Nyugat-ban: A gólyakalifa (könyv alakban 1916-ban)
- Krúdy Gyula regénye: A vörös postakocsi

## Születések
- február 27. – Irwin Shaw amerikai regény- és drámaíró († 1984)
- április 24. – Jékely Zoltán író, költő, műfordító († 1982)
- június 1. – Sőtér István író, irodalomtörténész, esszéista († 1988)
- június 22. – Weöres Sándor költő, író, műfordító, irodalomtudós († 1989)
- október 8. – Rónay György költő, író, műfordító, esszéíró, kritikus, irodalomtörténész († 1978)
- október 10. – Claude Simon Nobel-díjas (1985) francia író († 2005)
- október 24. – Czímer József dramaturg, író, műfordító, esztéta († 2008)
- november 7. – Albert Camus Nobel-díjas (1957) francia regény- és drámaíró, filozófus, az egzisztencializmus egyik meghatározó személyisége († 1960)
- december 18. – Alfred Bester amerikai író, forgatókönyvíró, képregényrajzoló, a klasszikus sci-fi egyik nagy alakja († 1987)

## Halálozások
- március 11. – Ábrányi Kornél író (* 1849)
- június 22. – Ștefan Octavian Iosif román irodalmár, költő és műfordító, a Societatea Scriitorilor Români (Román írószövetség) megalapítója (* 1875)
- augusztus 1. – Leszja Ukrajinka ukrán költőnő (* 1871)
- augusztus 9. – Szinnyei József magyar bibliográfus, irodalomtörténész, lexikográfus (* 1830)
- augusztus 10. – Johannes Linnankoski finn író, a finn nemzeti újromantika egyik legjelentősebb szerzője (* 1869)
- szeptember 28. – Farkas Antal költő, író (* 1875)